# Дикетони

Структура бутан-2,3-діону (діацетил)

Дикето́ни — це органічні хімічні сполуки, які містять дві карбонільні групи і мають загальну структуру R-C(=O)–R'–C(=O)–R'' де R, R' та R'' є вуглецевими радикалами.
Найпростішими дикетонами є діацетил (H3C–CO–CO–CH3), ацетилацетон (H3C–CO–CH2–CO–CH3) і ацетонілацетон (H3C–CO–CH2–CH2–CO–CH3). Дикетони утворюються в результаті окиснення гліколів або гідроксикетонів.